# Roger Béteille (ingénieur)
Pour les articles homonymes, voir Roger Béteille (homonymie) et Béteille.
Roger Béteille, né le 21 août 1921 à Vors (Aveyron) et mort le 14 juin 2019 , est un ingénieur aéronautique français, surnommé « Monsieur Airbus » en tant qu'initiateur du programme de l'avion du même nom.
Il est diplômé de l'École polytechnique (promotion 1940), de l'École nationale supérieure de l'aéronautique et de l'espace (Sup'Aéro) ainsi que du Centre des hautes études de l'Armement (CHEAr).
En 1943, il entre à la SNCASE à Marignane, puis fait un passage au Bureau d'études national de Cannes (BEN) et à l'usine de Cannes de la SNCASO dirigée par Louis Marnay.
En 1945, il obtient sa licence de pilote et entre à la SNCASO de Toulouse où il devient directeur des essais en vol et va jouer un rôle majeur dans les programmes d'avions de ligne « Armagnac » et « Caravelle ».
Le 1er mars 1957, la SNCASE devient Sud-Aviation. Roger Béteille est nommé directeur de la division des missiles et satellites et ingénieur-en-chef du Groupe technique de Cannes.

## Airbus

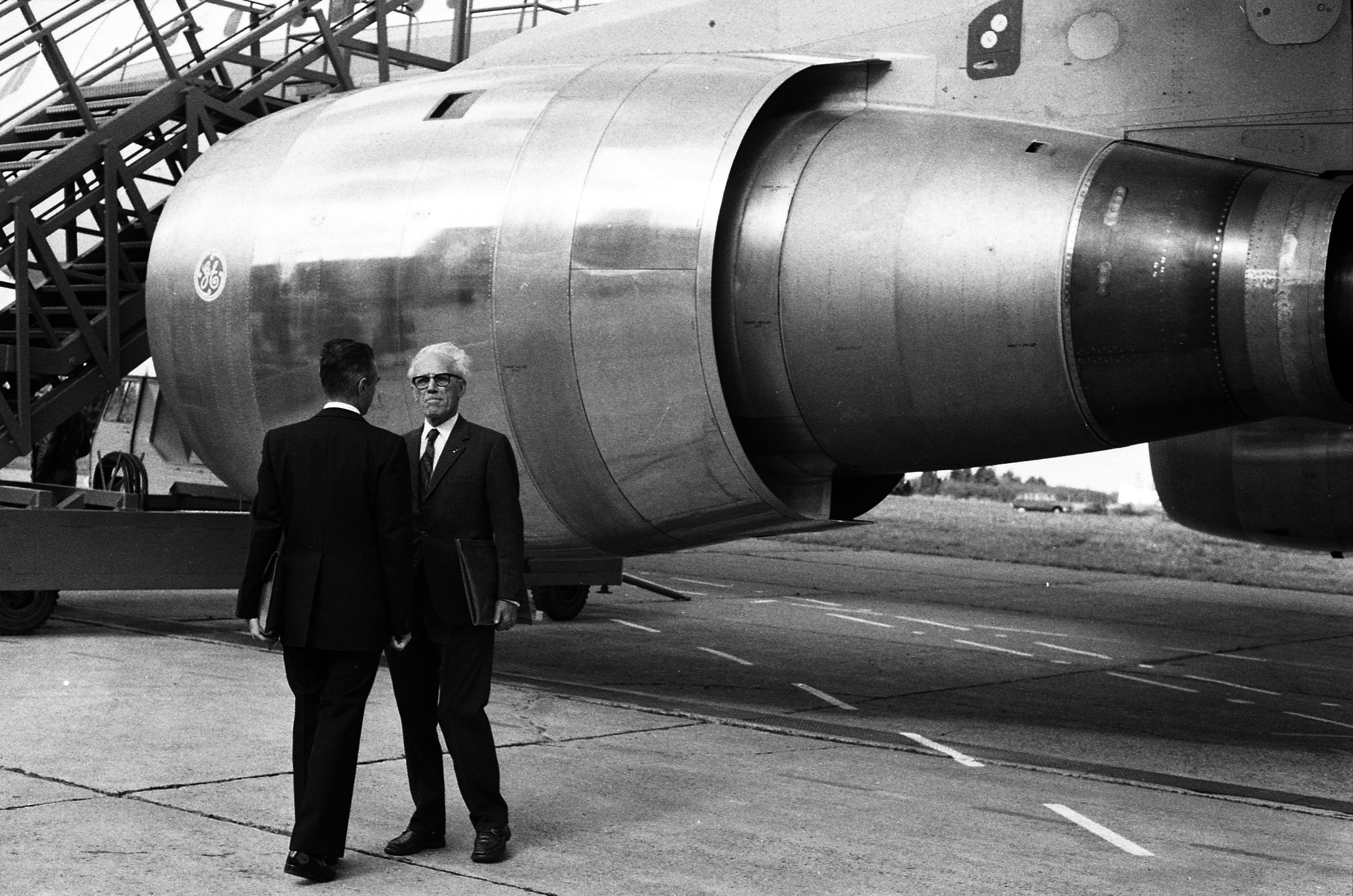
Roger Béteille discutant avec Henri Ziegler devant le moteur de l'Airbus A300

Des discussions européennes ont eu lieu dès 1964 à propos d'un nouvel avion moyen courrier à grosse capacité. En juin 1967, les États français, allemand et anglais se mettent d'accord pour renforcer leur coopération et créer un nouvel avion. Roger Béteille est alors nommé directeur technique du programme qui sera ensuite connu sous le nom de A300. En septembre 1967, les trois pays concernés signent un accord scellant formellement leur coopération. Les débuts de Roger Béteille et d'Airbus sont modestes puisque son équipe est alors composée de trois personnes, à savoir une secrétaire, un ingénieur et lui-même.
En 1970, Sud-Aviation devient Aerospatiale. Roger Béteille repart pour Toulouse en tant que directeur technique adjoint, puis directeur du programme Airbus A300.
La tâche est immense : il échoit à Roger Béteille  d'organiser la répartition du travail au sein des partenaires d'Airbus ; c'est en quelque sorte lui qui met au point le puzzle international qui a fonctionné pour l'A300, l'A310 et l'A320 (schéma qui a été modifié par la suite).
Roger Béteille est l'un des pères fondateurs du consortium européen Airbus, avec Henri Ziegler, Bernard Lathière, Felix Kracht et Jean Pradal (adjoint de Béteille), et le vendeur auprès des compagnies européennes Air France et Lufthansa, et des compagnies américaines, telles que United Airlines, TWA et American Airlines.
Il prend sa retraite en 1985.

## Distinctions
- Commandeur de la Légion d'honneur
- Grand officier de l'Ordre national du Mérite
- Membre fondateur de l'Académie de l'air et de l'espace[7]
- Commandeur de l'Ordre du Mérite de la République fédérale d'Allemagne (Grosse Verdienstkreuz des Verdienstordens der Bundesrepublik Deutschland)[réf. nécessaire]
- En 1977, l'Association des Journalistes Professionnels de l’Aéronautique et de l’Espace (AJPAE) lui décerne le prix Icare.

## Hommages
Le 23 octobre 2012, en l'honneur de toute sa carrière chez Airbus ainsi que de son rôle dans la création de l'entreprise, il est officiellement annoncé que la ligne d’assemblage final de l'Airbus A350 XWB, inaugurée par le Premier ministre français Jean-Marc Ayrault, portera son nom,.

## Anecdote
Dans son livre Airbus ou La volonté européenne aux éditions France-Empire (1979), le journaliste Jean-Pierre Quittard écrit (pages 69–70) :

« Très réservé à l'égard des personnes qu'il rencontre pour la première fois, sans doute par timidité, Roger Béteille a un signe particulier, sans doute non mentionné sur son passeport, mais qui l'identifie entre mille : il porte toujours chemise et cravate blanches. De nombreuses légendes courent à ce sujet. Voulant en avoir le cœur net, je lui ai demandé quelle était la signification de cette originalité vestimentaire.

Après avoir bien réfléchi, il me répondit : « C'est encore ce qu'il y a de plus pratique : le blanc s'harmonise avec tout... » Et puis, un peu ironique, il a ajouté : « Cela donne également un sujet de conversation aux gens qui n'en ont pas. » Avant de conclure : « Je sais bien que cela fait le désespoir des photographes et des cinéastes, mais je n'y peux rien. » »